# Мешкетень
Мешкетень, Мешкетені (рум. Mășcăteni) — село у повіті Ботошані в Румунії. Входить до складу комуни Албешть.
Село розташоване на відстані 372 км на північ від Бухареста, 28 км на схід від Ботошань, 74 км на північний захід від Ясс.

## Населення
За даними перепису населення 2002 року у селі проживали 457 осіб.
Національний склад населення села:
| Національність | Кількість осіб | Відсоток |
| -------------- | -------------- | -------- |
| румуни         | 295            | 64,6%    |
| цигани         | 162            | 35,4%    |

Рідною мовою назвали:
| Мова      | Кількість осіб | Відсоток |
| --------- | -------------- | -------- |
| румунська | 295            | 64,6%    |
| циганська | 162            | 35,4%    |